# Métabetchouan–Lac-à-la-Croix
Métabetchouan–Lac-à-la-Croix är en stad (kommun av typen ville) i provinsen Québec i Kanada. Den ligger i regionen Saguenay–Lac-Saint-Jean, i den östra delen av landet, 400 km nordost om huvudstaden Ottawa. Staden bildades 1999 genom sammanslagning av staden Métabetchouan och kommunen Lac-à-la-Croix.